# Harry Potter à l'école des sorciers (jeu vidéo)
Harry Potter à l'école des sorciers est un jeu vidéo sorti sur plusieurs plateformes entre 2001 et 2003 : GameCube, PlayStation, PlayStation 2, Game Boy Advance, Game Boy Color, Xbox et Windows. Le jeu est basé sur l'intrigue du premier roman de la série Harry Potter écrite par J. K. Rowling : Harry Potter à l'école des sorciers, et suit la trame du film adapté de ce roman.

## Scénario

### Résumé
La cinématique du début de jeu commence par présenter le géant Hagrid venant déposer Harry Potter, un orphelin survivant, chez son oncle et sa tante, les Dursley, où il passera les onze prochaines années avant de découvrir qu'il possède des pouvoirs magiques et qu'il est invité à se rendre au collège Poudlard, l'école de sorcellerie. 
Un diaporama, sous forme d'un vieil album d'images avec un fond musical et des illustrations en noir et blanc, accompagne une narration de Daniel Gall. Sur PlayStation 2 l'histoire de l'introduction est sous forme animée.
Le joueur fait donc son entrée à Poudlard sous les traits d'un Harry Potter encore novice en matière de sorcellerie. Le premier jeu est en quelque sorte une année d'apprentissage au cours de laquelle le personnage découvre peu à peu le fonctionnement de l'école et les sortilèges qui lui permettront de progresser dans l'aventure. Tout au long du jeu, le joueur est guidé dans sa progression par les autres personnages de l'histoire (notamment Ron Weasley et Hermione Granger). Il est également guidé par les professeurs qui testeront chacun leur tour ses aptitudes en matière de sortilèges par des exercices pratiques.

### Narration
La narration est assurée par Daniel Gall. Le personnage de Harry Potter parle peu (hormis lorsqu'il lance des sorts). Sur PlayStation 2, le personnage parle davantage, notamment dans les cinématiques.

### Personnages
Harry Potter
Héros et personnage incarné par le joueur.
Ron Weasley
Ron est le sixième enfant de la famille Weasley. Harry et lui se lient d'amitié à bord du Poudlard Express. Ron devient rapidement le meilleur ami de Harry, auquel il propose toujours son aide.
Hermione Granger
Hermione est la meilleure élève de la classe de Harry à Poudlard et est toujours la première à lever la main pour répondre à une question d'un professeur. Elle est très instruite et studieuse. Elle est également courageuse et prête à relever les défis. Son intelligence permet souvent à Harry de se tirer d'ennuis.
Rubeus Hagrid
Hagrid est le gardien des clés de Poudlard. C'est un géant, ayant un faible pour les créatures magiques. Hagrid possède de précieuses connaissances sur l'école et son histoire.
Albus Dumbledore
Dumbledore est le directeur très respecté de l’école, qui dirige avec patience, sagesse et équité. Il est considéré comme le plus grand sorcier de tous les temps. Pour Harry, il représente un mentor et un protecteur.
Professeur Quirrell
Quirrell est le professeur de défense contre les forces du mal à Poudlard. Il porte toujours un turban. Malgré sa timidité, il est plus influent à Poudlard que certains ne veulent l'admettre.
Professeur Rogue
Rogue est le maître des potions et directeur de la maison Serpentard. Il n'apprécie pas Harry et trouve toujours un prétexte pour lui retirer des points.
Drago Malefoy
Principal ennemi de l'intrigue du jeu, Drago est toujours accompagné de ses deux camarades de Serpentard, Crabbe et Goyle. Il provoque régulièrement Harry et contrarie ses projets. Il ne recule devant rien pour faire gagner la coupe des maisons à Serpentard.

## Développement
Note : la source principale pour la rédaction de cette section est l'ouvrage de Gaëtan Boulanger publié en 2019 (voir bibliographie).

### Obtention de la licence

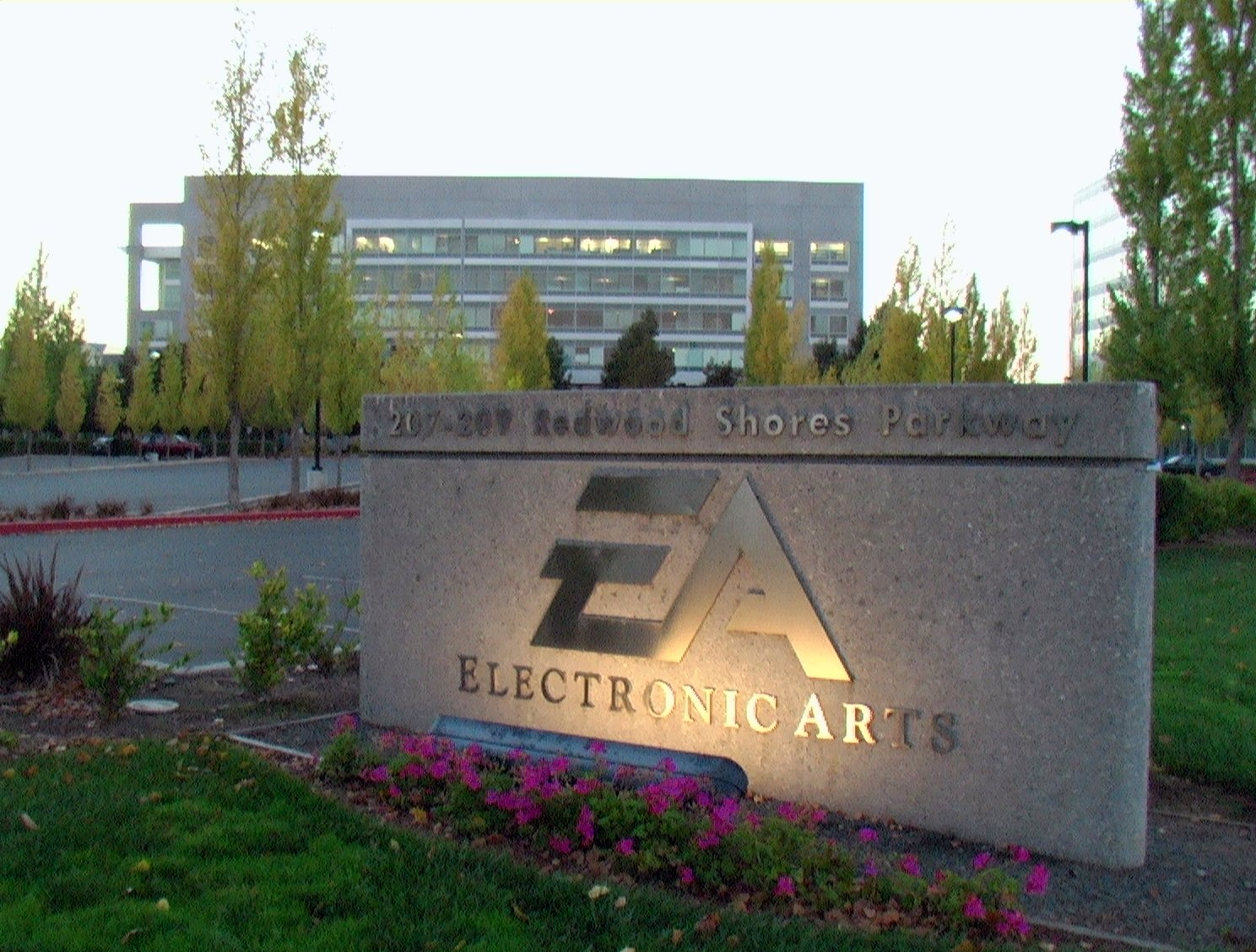
Bruce McMillan, vice-président dElectronic Arts, s'intéresse à l'adaptation vidéoludique de la franchise Harry Potter au début de l'année 2000.

À la fin de l'année 1999, après avoir obtenu les droits d'adaptation cinématographique de Harry Potter, Warner Bros. recherche un éditeur pour produire et distribuer des jeux vidéo basés sur la franchise. Bruce E. McMillan, cofondateur de EA Canada et vice-président d'Electronic Arts Worldwide Studios (EA Games), s'intéresse à l'univers développé dans le livre Harry Potter à l'école des sorciers au début de l’année 2000, bien que les studios d'Electronic Arts ne soient pas spécialisés dans ce type de développement — c'est-à-dire des jeux d'actions basés sur des personnages. Plusieurs sociétés multinationales (telles que Sony, Microsoft, Activision et Nintendo) sont déjà en lice pour tenter d'obtenir les droits d'adaptation vidéoludique de Harry Potter, et l'étaient avant même que la Warner n'acquière les droits cinématographiques,,.
Electronic Arts insiste auprès de Warner Bros sur sa capacité à pouvoir publier les jeux en même temps que les différents films ; à les éditer sur plusieurs plateformes (contrairement à Nintendo qui souhaitait acquérir les droits exclusifs uniquement pour la Nintendo 64), et à les proposer en plusieurs langues. Bruce McMillan s'appuie sur les succès des jeux FIFA et sur le dernier jeu édité par les studios, F1 2000, pour être plus convaincant. Conscient que l'auteure J. K. Rowling souhaite que les films soient réalisés en Angleterre, il insiste également sur le fait que les jeux seraient développés au studio EA UK à Chertsey (soit à moins de 50 km des studios de Leavesden où seront tournés les films), ce qui assurerait de rester en liens étroits avec la production,.
Après avoir rencontré l'agent littéraire Christopher Little, puis J. K. Rowling et le producteur David Heyman (qui donnent leur accord), Electronic Arts obtient l'exclusivité des droits pour développer les jeux Harry Potter, et le contrat avec Warners Bros est signé en août 2000. Les membres de Bullfrog Productions, studio appartenant à EA depuis 1995, sont choisis pour développer les Harry Potter (bien que le nom du studio changera au cours de la production du premier opus). Le premier jeu vidéo doit néanmoins être produit sur de nombreuses consoles et dans un délai assez court, puisque la date de sortie du jeu doit être la même que celle du film Harry Potter à l'école des sorciers, prévu pour le 16 novembre 2001. À l'automne 2000, Electronic Arts (jusqu'ici spécialisé dans les jeux vidéo sur PC), signe donc un contrat avec trois partenaires : Eurocom pour le développement du jeu sur PlayStation 2 (PS2), ainsi que sur les récentes consoles Xbox et GameCube ; Argonaut Games pour la version PlayStation (PS1), et le studio KnowWonder (le seul qui ne soit pas britannique) pour le développement sur PC, Game Boy Advance (GBA) et Game Boy Color (GBC),. 
La production du jeu débute au tout début de l'année 2001. 

### Équipe créative
Bruce McMillan et Colin Robinson (qui est à la tête de Bullfrog Productions) forment une équipe créative de développeurs ayant tous déjà travaillé à la conception d'un jeu de EA UK, la division anglaise d'Electronic Arts. L'équipe se compose des producteurs exécutifs Jeff Gamon et Rob O'Farrell (connus notamment pour leur travail sur le jeu Theme Park World en 1999) ; le directeur artistique John Miles (Dungeon Keeper 2) pour créer l'identité visuelle ; le concept artist Ross Dearsley (Populous : À l'aube de la création) chargé de dessiner les personnages ; le programmeur technique Ian Shaw (Theme Hospital) et le programmeur gameplay Alan Wright (Theme Park). Electronic Arts fait également appel aux game designers Guy Miller (anciennement chez Rare Limited et directeur créatif chez Core Design et Acclaim Entertainment), et Simon Phipps (en),. Tous deux sont en partie chargés de l'élaboration des systèmes de jeu et de la cohésion. 

### Choix du genre et du support à adapter
La priorité pour l'équipe est de « respecter l'intégrité de l'histoire » et de « capter l'essence des aventures » du héros et celle de son quotidien, en proposant au joueur une immersion dans le château de Poudlard. Pour le premier opus, l'équipe souhaite que le joueur découvre peu à peu ses pouvoirs de sorcier et apprenne des sortilèges, à l'image du « jeune garçon de onze ans » qu'il incarne, en mettant davantage l'accent sur son immersion et son apprentissage de la magie, que sur sa puissance en tant que héros sorcier.
L'échange d'informations n'est pas encore organisé entre Warner Bros. et Electronic Arts et le contrat ne stipule pas d'obligation quant au choix du support à adapter. Pour le premier épisode, l'équipe décide, par manque de temps, de se baser presque exclusivement sur le roman, puisqu'elle ignore encore tout de la mise en scène, du script et des scènes importantes du film à venir. Pour concevoir l'environnement, elle s'inspirera néanmoins des premiers visuels artistiques fournis par la Warner. De même qu'elle obtiendra régulièrement les plannings de tournage des films (détaillant avec précision les scènes à tourner, les lieux, les acteurs et les accessoires). À ce stade, l'équipe d'EA et la Warner ne se rendent pas encore compte du « potentiel de la série en matière de succès », et Warner Bros laisse beaucoup de libertés à l'équipe d'Electronic Arts, qui souhaite donner à ces jeux leur propre identité. Elle construit les bases créatives du projet sur le genre action-aventure, en mettant en avant la narration, les dialogues, l'exploration, la résolution d'énigmes et l'action.

### Implication de J. K. Rowling
Des réunions créatives régulières sont organisées entre quelques développeurs du jeu, des employés de Warner Bros et J. K. Rowling. Au cours de ces réunions, des démos du jeu sont présentées à l'auteure, qui n'est que peu initiée dans le domaine des jeux vidéo. Rowling se montre néanmoins très impliquée dans le développement. Elle supervise ainsi la production en donnant des recommandations et en validant ou non les idées de l'équipe créative. Elle s'assure par exemple que les jeux ne comporteront pas de violence et note certains détails positivement (comme le dessin du personnage Harry Potter) et d'autres plus négativement (comme les lancers de sorts parfois trop vifs ressemblants à des tirs d'armes à feu). Elle est également prête à étendre son lore pour les besoins du jeu, notamment au niveau des interactions, des rencontres ou des péripéties qui sont manquantes ou insuffisamment détaillées dans le récit d'origine pour une adaptation vidéoludique. Rowling donne quelques indications diverses, notamment sur la géographie et l'architecture du château, des sortilèges, des créatures ennemies, qui ne figurent pas dans ses livres et qui figureront uniquement dans ces jeux vidéo,, de même qu'elle rédige pour l'occasion les petites biographies pour l'ensemble des cartes de sorciers et sorcières célèbres créées pour les jeux (identiques dans leur dessin pour les versions PC, PS1 et Game Boy Advance ; différentes pour la version Game Boy Color). Guy Miller, de par sa proximité avec Rowling et ses connaissances, devient le référent principal pour s'assurer que les éléments développés correspondent aux attentes de l’auteure.

### Versions
Le développement de la version PlayStation 2 (PS2) du premier épisode est finalement mis de côté au bout de six mois de travail, puisqu'il a été décidé en milieu d'année, par trop grande ambition et manque de temps, que les éléments déjà créés seraient plutôt transférés sur l'adaptation du second opus, La Chambre des secrets, prévu pour la fin de l'année 2002. La version PS2 de l'École des sorciers ne sortira finalement que le 11 décembre 2003, un an après la version PS2 de La Chambre des secrets.
Pour les adaptations dans les délais du premier épisode de la franchise, les studios se concentrent donc sur les versions PlayStation (PS1), PC, Game Boy Color (GBC) et Game Boy Advance (GBA), avec leurs partenaires Argonaut Games et KnowWonder, en veillant à ce que toutes ces versions soient « uniformisées » dans leur esprit et comportent le même univers artistique (sous la direction de John Miles à qui des images du tournage du film sont régulièrement transmises). Cela permet de faire en sorte que certains décors clés (comme celui de la Grande Salle, de la salle commune de Gryffondor ou du terrain de quidditch) se ressemblent dans chacune des versions. La version GBC a néanmoins la particularité d'être développée sous la forme d'un RPG.
Beaucoup d'autres éléments sont communs à l'ensemble des versions, comme les cours de magie, qui permettent au personnage d'acquérir du pouvoir et des compétences qui seront utilisées dans l’aventure. Il y a également des objets à ramasser sur le parcours, tels que les dragées surprise de Bertie Crochue (une monnaie d'échange dans les versions PS1 et PC tandis qu'elles redonnent de l'énergie sur les versions GBA et GBC) et les cartes des sorciers et sorcières célèbres à collectionner (qui peuvent être utiles pour les combats sur GBC).

## Système de jeu

### Progression
Le jeu se déroule à la manière d'un jeu d'aventure agrémenté de nombreuses phases de plate-forme. L'apprentissage d'un nouveau sort passe par la meilleure reproduction possible, avec la baguette magique, d'un symbole tracé sur l'écran (à reproduire avec la souris sur version PC), de façon à le mémoriser pour pouvoir l'utiliser lors d'une action ultérieure. Le jeu devient une exploration des recoins du château où le sort correspondant à une action possible vient s'activer de lui-même lorsque Harry sonde un endroit clé avec sa baguette. Le but est d'activer des mécanismes ouvrant des passages secrets, des portes scellées, ou faire léviter des objets pour poursuivre l'aventure.
À l'image du roman, les actions méritantes sont récompensées par des points qui viendront augmenter le score final de la maison Gryffondor. Les sauvegardes s'effectuent sur des points de sauvegardes répartis à intervalle régulier sur le parcours de Harry. Ils se matérialisent sous forme de livre ouvert flottant au-dessus du sol.
Sur PlayStation 1, à la différence de la version sur PlayStation 2, pour apprendre un sort, le joueur doit appuyer sur les touches désignées par la baguette d'un professeur. En revanche, sur PlayStation 2, il est nécessaire de réussir un défi afin de récupérer le livre du sort en question (une fois le livre récupéré, le joueur peut enfin utiliser le sort). Les défis se terminent souvent par un boss qu'il faut combattre.

### Phases de plates-formes
Tout au long du jeu, Harry doit parcourir les couloirs et salles du château en courant sur des murs et bibliothèques, sautant au-dessus de crevasses et escaladant des parois en sautant de murs en murs, tout en récupérant des dragées surprises de Bertie Crochue dispersées sur son parcours, qui serviront aux expériences de Fred et George Weasley. 
Lorsque 25 dragées sont récupérées par le joueur, les jumeaux Weasley les échangent contre une carte de sorcier célèbre. La collection complète de ces cartes peut représenter l'un des objectifs de l'aventure. Lors de sa progression, Harry doit éviter de se faire toucher par Peeves, l'esprit frappeur, qui peut alors diminuer sa barre de vie. Les chocogrenouilles, présentes quelquefois sur le parcours, lui permettent de se régénérer.

### Graphismes et jouabilité
Le décor du jeu est coloré et respecte l'univers décrit dans le livre. Les visages des personnages sont figés, même lorsqu'ils s'expriment. De simples hochements de tête et de mains accompagnent leurs paroles.
La vue du jeu est à la troisième personne. La caméra est fixe et suit les mouvements du personnage par l'arrière, placée légèrement au-dessus de sa tête. Sur la version PC, le joueur dirige le personnage avec les flèches du clavier, appuie sur la touche CTRL pour sauter et utilise le bouton gauche de la souris pour activer la magie de sa baguette et reproduire des sortilèges.

#### Sortilèges
Le sortilège le plus utilisé dans le premier épisode (sur toutes les versions) est le sortilège Flipendo, ou « sortilège du Repoustout » (qui n’apparaît ni dans les romans, ni dans les films Harry Potter). Il s'agit aussi du tout premier sort appris par les joueurs dès leur arrivée à Poudlard, qui leur permet de combattre des adversaires et de déplacer des blocs. Selon Gaëtan Boulanger, le Flipendo devient le « sortilège vidéoludique le plus connu », du fait de son usage très répétitif dans le premier épisode de la série.
Dans toutes les versions sorties en 2001 figure également le sortilège Wingardium leviosa, pour faire léviter des objets (contrôlés ensuite par le joueur). Le sortilège Lumos est également très présent, même si son effet est différent selon les versions : sur GBA, le joueur lance ce sort pour éclairer temporairement une salle plongée dans l'obscurité ; sur PC, le joueur doit lancer le sortilège sur une gargouille pour qu'elle active un passage secret (des perles lumineuses rendent visible une plate-forme jusqu'ici absente, ou rendent un mur franchissable). Les versions PC et GBA incluent également le sortilège Alohomora, qui permet d'ouvrir des portes, des coffres ou des passages secrets.
Un unique maléfice de transformation est utilisé (uniquement sur les versions PS1 et GBA) : le sort Avifors, qui permet de transformer une statue en oiseau. La version plus particulière de GBC fait intervenir de nombreux autres sortilèges utiles à son fonctionnement RPG : Locomotor wibbly (similaire au « maléfice de Jambencoton »), Locomotor Mortis, Petrificus totalus, etc.